# Wellington (Wisconsin)
Wellington è una città nella Contea di Monroe, Wisconsin, Stati Uniti d'America. La popolazione era di 544 abitanti al censimento del 2000.

## Geografia
Secondo l'Ufficio del censimento degli Stati Uniti d'America, la città ha un'area totale di 91.7 km2.

## Demografia
Dal censimento del 2000, risultano 544 abitanti e 152 famiglie residenti nella città, con una densità di 5.94 persone per km2. Per quanto riguarda la razza degli abitanti si contavano il 98.71% bianchi, 0.18% nativi americani, 0.55% appartenenti ad altre razze. Ispanici o Latini di qualsiasi razza erano l'1.65% della popolazione.